# Tzajalnam
Tzajalnam är en ort i Mexiko.   Den ligger i kommunen Zinacantán och delstaten Chiapas, i den sydöstra delen av landet, 700 km öster om huvudstaden Mexico City. Tzajalnam ligger 2 389 meter över havet och antalet invånare är 432.
Terrängen runt Tzajalnam är kuperad åt nordost, men åt sydväst är den bergig. Runt Tzajalnam är det tätbefolkat, med 459 invånare per kvadratkilometer. Närmaste större samhälle är San Cristóbal de las Casas, 8,2 km öster om Tzajalnam. Omgivningarna runt Tzajalnam är en mosaik av jordbruksmark och naturlig växtlighet.